# Thomas Ashe

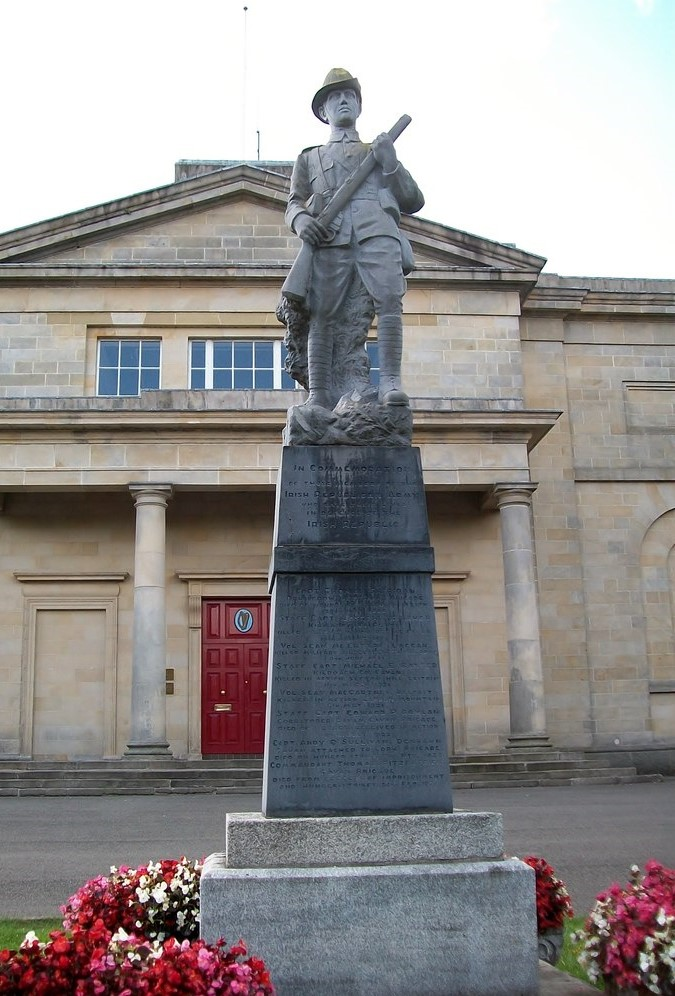
Denkmal für Thomas Ashe in Cavan, Irland

Thomas Patrick Ashe (irisch: Tomás Pádraig Ághas; * 12. Januar 1885 in Lispole, County Kerry, Irland; † 25. September 1917 in Dublin) war ein Mitglied der Gaelic League, der Irish Republican Brotherhood (IRB) und ein Gründungsmitglied der Irish Volunteers. Er war einer der ersten Hungerstreikenden Irlands, der zwangsernährt wurde und dabei starb.
Nachdem Thomas Ashe 1905 am De La Salle Training College in Waterford war, begann er seine berufliche Karriere als Lehrer und wurde 1908 Schuldirektor der Corduff National School in Lusk, County Dublin. Dort war er bis vor seinem Tod beschäftigt und gründete die preisgekrönte Lusk Black Raven Pipe Band wie auch die Round Towers Lusk GFHC in 1906. Während des Sommers 1913 war er einer der IRB-Mitglieder, die der Präsident der Gaelic League, Douglas Hyde, ausschließen wollte.
Als Ashe das Fingal-Battalion der Irish Volunteers kommandierte, nahm er am Osteraufstand von 1916 teil. Das Bataillon von Ashe setzte während des Aufstands 60 bis 70 Männer der britischen Streitkräfte im County Dublin außer Gefecht. Das Bataillon errang den Hauptsieg in Ashbourne, County Meath, wo es eine weit größere Anzahl von Gegnern gefangen nahm und eine bedeutende Anzahl von Waffen und etwa 20 Fahrzeuge der Royal Irish Constabulary (RIC) erbeutete. 24 Stunden, nachdem der Osteraufstand zusammengebrochen war, ergab sich das Bataillon auf Befehl von Pádraig Pearse.
Am 8. Mai 1916 wurden Ashe und Éamon de Valera von einem Kriegsgericht zum Tode verurteilt. Die Strafe wurde in lebenslange Haft umgewandelt und Ashe im Lewes Prison in England inhaftiert.
Mit dem Eintritt der USA in den Ersten Weltkrieg im April 1917 übte die britische Regierung Druck zur Lösung des Irish problem aus. De Valera, Ashe und Thomas Hunter begannen deshalb am 28. Mai 1917 einen Hungerstreik. Mit Berichten über Misshandlungen im Gefängnis in der irischen Presse und anwachsenden Protesten in Irland kamen Ashe und die restlichen Gefangenen im Rahmen der Generalamnestie von 18. Juni 1917 frei, die vom britischen Premierminister David Lloyd George verkündet wurde.
Nach der Freilassung reiste Ashe durch Irland, wo er eine Reihe von Vorträgen hielt. Im August 1917 wurde Ashe wegen Aufwiegelung anlässlich einer Rede in Ballinalee, County Longford verhaftet, auf der auch Michael Collins sprach. Er wurde in Curragh inhaftiert und anschließend ins Mountjoy Prison in Dublin gebracht. Ashe wurde in Haft zu zwei Jahren schwerer Arbeit verurteilt. Er und andere Gefangene einschließlich Austin Stack reklamierten ihren Status als Kriegsgefangene. Als dieser Protest anwuchs, begann Ashe am 20. September 1917 seinen Hungerstreik. Am 25. September 1917 starb er im Mater Hospital in Dublin, nachdem er auf Weisung der Gefängnisleitung zwangsernährt worden war. Nach einer Untersuchung der Todesursache verurteilte die Untersuchungskommission die Angestellten des Gefängnisses für die „inhuman and dangerous operation performed on the prisoner, and other acts of unfeeling and barbaric conduct“ („unmenschliche und gefährliche Maßnahme, die an dem Gefangenen ausgeführt wurde, sowie weitere gefühllose und barbarische Akte“).
Der Tod von Ashe hatte eine bedeutende negative Auswirkung auf die sich damals entwickelnde und personell anwachsende republikanische Bewegung in Irland. Sein Leichnam wurde in der Stadthalle von Dublin aufgebahrt und auf dem Glasnevin Cemetery in Dublin beigesetzt. Zu seiner Beisetzung kamen etwa 30.000 Trauernde.
Ashe war mit Catherine Ashe verwandt, der Großmutter des US-amerikanischen Schauspielers Gregory Peck väterlicherseits, die im 19. Jahrhundert in die USA ausgewandert war. Thomas Ashe wurde auf einer irischen Briefmarke abgebildet. Ashe schrieb den Liedtext Let me carry your cross for Ireland Lord, der in den Irish Folk eingegangen ist.